# Fernando Cornejo Padilla
Fernando Esteban Cornejo Padilla (Santiago, Región Metropolitana de Santiago, Chile, 13 de abril de 1994) es un futbolista chileno que juega como defensa en Deportes Concepción de la Primera B de Chile.

## Trayectoria
Formado en las divisiones inferiores de Unión Española, jugó para el cuadro filial que disputó la Segunda División, para luego debutar por el primer equipo durante la Liguilla Pre-Libertadores 2014 contra Santiago Wanderers. Como jugador del conjunto hispano, fue cedido en préstamo a Barnechea y Deportes Puerto Montt en 2017 y 2018, respectivamente.
Terminado su contrato con Unión Española, jugó para Deportes Puerto Montt y San Luis. En 2023, firmó para Deportes Recoleta de la Primera B.El 14 de octubre de 2023, en el marco de la última fecha del torneo de Primera B 2023, marcó el único gol con que Recoleta derrotó a Santiago Morning, que a la postre sirvió para mantener a su equipo en la categoría de plata del fútbol chileno.
El 27 de enero de 2025, es anunciado como nuevo refuerzo de Deportes Concepción de la Primera B chilena.

## Clubes
| Club                             | País  | Año       |
| -------------------------------- | ----- | --------- |
| Unión Española B                 | Chile | 2012-2014 |
| Unión Española                   | Chile | 2014-2018 |
| → Barnechea (cedido)             | Chile | 2017      |
| → Deportes Puerto Montt (cedido) | Chile | 2018      |
| Deportes Puerto Montt            | Chile | 2019-2021 |
| San Luis                         | Chile | 2022      |
| Deportes Recoleta                | Chile | 2023-2024 |
| Deportes Concepción              | Chile | 2025-Act. |